# Szkoła literacka
Szkoła literacka – zespół pisarzy lub poetów, których łączy pokrewieństwo samej twórczości.
W przeciwieństwie do grupy literackiej twórcy danej szkoły nie muszą deklarować wspólnych założeń programowych, utrzymywać osobistych kontaktów czy prowadzić wspólnych działań. Szkoły literackie często wiążą się z wpływem wybitnego twórcy, którego styl staje się wzorem do naśladowania. Przykładem takiego zjawiska była szkoła poetycka Jana Kochanowskiego z końca XVI i początku XVII wieku albo szkoła Stefana Żeromskiego na początku XX wieku (Gustaw Daniłowski, Andrzej Strug, wczesna twórczość Juliusza Kaden-Bandrowskiego). Wtórne i pozbawione oryginalności naśladownictwo szkoły może przerodzić się w manierę literacką.